# يانغ سنغ-جون
يانغ سنغ-جون (هانغل: 양상준) هو لاعب كرة قدم كوري جنوبي في مركز الهجوم، ولد في 21 نوفمبر 1988 في جيوجي في كوريا الجنوبية. لعب مع نادي جيونجنام ‏.

## وصلات خارجية
- يانغ سنغ-جون على موقع دوري كوريا الجنوبية (الإنجليزية)
- يانغ سنغ-جون على موقع قاعدة بيانات كرة القدم.إي يو (الإنجليزية)